# Silueta X
Silueta X Association est une association équatorienne créée le 12 mai 2008, et légalement établie le 5 mai 2010. À but non lucratif, sa mission est de lutter pour les droits pour les personnes LGBTI+ en Équateur (lesbiennes, gays, bisexuels, transgenres, et intersexes). Sa présidente est Diane Marie Rodríguez Zambrano.

## Nom
Le mot Silhouette X en espagnol « Silueta X », est de l'invention de Diane Rodríguez. Elle en a donné la signification suivante : « la construction de la sexualité à partir de la propre expérience bio-physique ». Elle désarme le patriarcat : Homme + XY = Silhouette masculine, et Femme + XX = Silhouette féminine, contrairement à son approche : Biologie + Psyché + expériences sexuelles = Silhouette X (Silueta X). Un chromosome, sans genre défini.

## Historique
En février 2009, Silueta X défend le droit légitime de modifier son nom pour les personnes trans par le biais d'une plainte en justice contre le registre de l'Équateur. En juillet 2011, l'association demande des excuses publiques au média RTS pour avoir outer un participant transgenre à une émission de télé réalité. La chaîne s'excuse publiquement. En mai 2012, Silueta X établit la première recherche sur l'impact du VIH et de la discrimination dans la population transgenre équatorienne.
L'association met en place en mai 2013 une campagne pour l'égalité et contre la discrimination en Équateur. Elle présente plusieurs sujets, notamment le manque d'accès à l'emploi pour les personnes transgenres. Son objectif suivant est de trouver un business model sans LGBTIphobie. Peu après, elle ouvre le premier centre médical LGBTI+ avec un accent particulier sur l'attention envers les personnes trans et intersexes.
En décembre 2013 plusieurs membres de Silueta X rencontrent le président de la République Rafael Correa, rencontre où différentes actions sont réalisées, comme les enquêtes sur vingt meurtres de personnes LGBTI+ dans le pays. Le même mois l'organisation présente le rapport « Justice - Ils ont mené l'étude » (« Report of the Access to Justice and TILGB Rights from 2010 to 2013 in Ecuador », qui révèle le manque de justice pour les personnes LGBTI+. Sa prochaine étape est la création d'une clinique juridique,.
En février 2014 Silueta X réalise à Art Spaces la première exposition photographique sur les droits LGBTI+, dans un des lieux les plus conservateur d'Équateur. Le mois suivant l'association fait une présentation de défense à la municipalité de Cuenca.